# Найвища міжреберна артерія
Найвища міжреберна артерія (лат. arteria intercostalis suprema) — це гілка ребровошийного стовбура.

## Топографія
Йде вниз по внутрішній (передній) поверхні шийок I і II ребер, віддаючи у два верхні міжреброві простори (І і II) відповідно першу задню міжреброву артерію (a. intercostalis posterior prima) і другу задню міжреброву артерію (a. intercostalis posterior secunda), які живлять відповідні міжреброві м'язи, ребра і реброву частину пристінкової плеври. Ці артерії анастомозують у міжребрових просторах з передніми міжребровими гілками внутрішньої грудної артерії та з гілками сусідніх артерій.
Від першої і другої задніх міжребрових артерій відходять:
- задня гілка (т. dorsalis), яка розгалужується на присередню і бічну гілочки, що живлять глибокі м'язи спини і шкіру відповідних ділянок;
- спинномозкова илка[що?] (r. spialis), яка заходить через відповідний міжхребцевий отвір у хребтовий канал і бере участь у живленні верхніх грудних сегментів спинного мозку (кожна така гілка галузиться подібно до однойменних судин та інших артерій).[1]